# Les Lleis (Ciceró)
Les Lleis (en llatí: De legibus) és un tractat escrit per Marc Tul·li Ciceró, basat en l'obra de Plató, Les lleis. És de datació inexacta, entre l'any 45 i el 43 aC. Altres autors afirmen que va ser escrit l'any 52 aC. És un diàleg polític entre el mateix autor (Marc), el seu germà Quint i el seu amic Àtic. Reflexiona sobre la Llei de manera filosòfica, les lleis religioses i les lleis polítiques. La conversa té lloc a Arpí, on està situada la vil·la de Ciceró, durant un llarg dia d'estiu.

## Context
Aquesta obra pertany a un moment de plenitud en la vida de Ciceró. Quan la va escriure devia tenir uns 55 anys. Així doncs, queden lluny els anys en què s'iniciava en la filosofia i la retòrica o que es dedicava a la poesia. Havien passat uns trenta anys des de la seva primera gesta com advocat i també cert temps des del seu viatge a Grècia, el qual el va enriquir de coneixements filosòfics.
La situació política durant l'any que escriu el De legibus es podria valorar amb cert optimisme, ja que els anys de desterrament havien quedat enrere i Ciceró havia pogut tornar a la seva pàtria de manera triomfal. A més a més Clodi acabava de ser mort. Ciceró podia pensar que la constitució de la res publica s'apropava a la perfecció. Amb aquest optimisme escriu De republica i idea el De legibus. És un moment de maduresa i d'experiència, la qual li permet ser exemple de vida política i jurídica del poble romà. La composició del De legibus arriba en el cim del seu destí polític i en la plenitud de les seves facultats intel·lectuals. És un moment d'optimisme i calma i això es reflecteix en el resultat de l'obra, tot i que ja comencen a fer-se palesa les desgràcies públiques.  

## Estructura, temes i continguts
El tractat està compost per tres llibres amb algunes llacunes, especialment al tercer llibre. Per tant, aquesta obra no ens ha arribat completa i és molt probable que, originàriament, fos més llarga. Així doncs, potser en total eren cinc llibres, però només se n'han conservat tres, i amb alguns talls.

### Llibre Primer
És de caràcter filosòfic i tracta sobre la Llei en general:
- Introducció (1-18): els tres personatges comencen parlant de la història com a ciència, utilitzant com a pretext un arbre històric. Àtic i Quint animen Ciceró a escriure història, donat que no hi ha qualitat en els treballs històrics ja realitzats. Tot i això, Ciceró es declara incapaç de poder-ho fer al·legant falta de temps. Explica que les seves intencions eren abandonar l'eloqüència i dedicar-se a la història i al dret perquè la gent li pogués demanar consell. En aquest moment Àtic l'anima a parlar de dret però Ciceró diu que els temes jurídics tenen poca importància. Llavors Àtic suggereix exposar les lleis que corresponen a l'Estat ideal definit i explicat a la República de Ciceró. Aquest accedeix a fer-ho començant per les arrels filosòfiques.

- Primera part: la teoria de la llei natural (15-35). Segons la filosofia, el Dret ha de basar-se en la Llei racional, absoluta i universal. Per a entendre-ho, s'ha d'admetre l'existència dels déus, ja que gràcies a ells, els homes componen una comunitat d'éssers racionals. L'home té com a habilitat regir-se per les normes naturals i objectives del Dret, fent-se palesa amb la semblança que hi ha entre tots els individus els quals viuen segons el que dicta la llei de la naturalesa. La font del Dret és la Natura.

- Segona part: defensa de la teoria precedent (36-66). Ciceró comença exposant les tendències de les escoles gregues que es basen en l'objectivitat del Dret amb la intenció d'eliminar les objeccions en contra d'això. [llacuna] S'emprèn una discussió contra l'escola filosòfica que va en contra de la teoria objectivista: l'escola epicúria. Continua amb les escoles que admetre l'objectivitat del Dret però defensen la vida moral com a fi. Amb aquestes últimes escoles no seria difícil arribar a un acord, ja que les diferències són superficials, segons Marc Tul·li.

- Conclusió: Elogi de la saviesa. Quint vol tornar al tema definint regles de vida individuals i socials. Ciceró continua amb un elogi a la saviesa, la qual fa bons i feliços als homes, especialment quan es pot difondre gràcies a l'eloqüència.

### Llibre Segon
Explica les lleis religioses:
- Introducció: La doble pàtria (1-7). Àtic suggereix anar cap a un altre lloc i continuar la conversació allí admirant el paisatge d'Arpí. Aquest paisatge és especial per a Ciceró, ja que va ser el seu lloc natal. A partir d'això comença un debat amb relació a la pàtria municipal.
- Resum filosòfic i preàmbul de les lleis religioses (7-17). Comença amb el resum del debat que havien acabat de tenir al llibre I. Aborda l'aspecte religiós que constitueix el preludi de Les lleis de Plató. Quint expressa que Marc preserva satisfactòriament l'originalitat de les idees expressades. Ciceró diu que no pretén ser només un traductor d'allò que va dir Plató.
- El Codi i els comentaris (18-45). Marc Tul·li recita, en aquesta part, les regles religioses que marcaran la seva república. Les comenta de manera cronològica, seguint l'ordre adoptat al codi. Parla dels sentiments dels fidels, de l'organització del culte i les festes, dels auguris, dels problemes de l'art endevinatori, de les normes per als rituals i dels jocs. Ciceró mana obeir les obligacions religioses.
- La qüestió dels sacra privata (46-69). Es tracten els ritus privats relacionats amb els drets dels manes. Es condemna la tendència dels pontífexs a supeditar el dret diví al dret civil. Marc formula regles per als ritus funeraris. Aquest llibre s'acaba amb una breu conclusió.

### Llibre Tercer
Aborda les lleis polítiques:
- Introducció: idea general del magistrat (1-5). Ciceró explica que la llei necessita el poder del magistrat per poder ser aplicada i diu que tot el poble ha de respectar el magistrat.
- El Codi i els comentaris (6-47). Marc enumera les lleis polítiques i es refereix als poders dels magistrats, a les magistratures, als tribuns, al senat, als comicis i a la responsabilitat dels polítics. També enumera els autors grecs que es van dedicar al mateix tema. Quint protesta però no sabem com continua la seva intervenció, ja que hi ha un tall en el manuscrit. A continuació, Quint i Àtic debaten en contra dels tribuns de la plebs, mentre que Ciceró els defensa. El diàleg ara s'enfoca cap a la necessitat de reforma de l'ordre senatorial. Quint condemna la votació secreta, però Ciceró expressa que no és un tema fàcil de tractar. Marc demana moderació en les reunions del senat i responsabilitat del president. No està d'acord amb el privilegi i el dret d'apel·lació del poble.
- El final del llibre (47-49). Àtic demana examinar els drets dels magistrats. Marc accedeix i explica la seva intenció de tractar el ius potestatum. Però aquí s'acaba el text que ens ha arribat i no tenim informació de com continuava el text original.[1]